# Border Wars (2013)
Pour les articles homonymes, voir Border Wars.
Border Wars (2013) est une émission de télévision à la carte de catch produite par la Ring of Honor (ROH), qui était disponible uniquement en ligne. L'émission se déroula le 4 mai 2013 au Ted Reeve Arena à Toronto en Ontario au Canada. C'était la 2e édition de Border Wars de l'histoire de la ROH.

## Contexte
Les spectacles de la Ring of Honor en paiement à la séance sont constitués de matchs aux résultats prédéterminés par les scénaristes de la ROH. Ces rencontres sont justifiées par des storylines - une rivalité avec un catcheur, la plupart du temps - ou par des qualifications survenues au cours de shows précédant l'évènement. Tous les catcheurs possèdent un gimmick, c'est-à-dire qu'ils incarnent un personnage face (gentil) ou heel (méchant), qui évolue au fil des rencontres. Un pay-per-view comme Border Wars est donc un événement tournant pour les différentes storylines en cours.

## Résultats
| #                                                                | Matchs,                                                                                                  | Stipulation                                            | Durée |
| ---------------------------------------------------------------- | --- | ------------------------------------------------------ | ----- |
| Dark                                                             | Ethan Page & Josh Alexander battent The Flatliners (Asylum & Matt Burns)                                 | Tag Team match                                         |       |
| 1                                                                | C&C Wrestle Factory (Caprice Coleman & Cedric Alexander) battent Adrenaline RUSH (ACH & Tadarius Thomas) | Tag Team match                                         | 10:56 |
| 2                                                                | Roderick Strong bat Michael Bennett (avec Maria Kanellis)                                                | Match simple                                           | 12:36 |
| 3                                                                | B.J. Whitmer bat Rhett Titus                                                                             | I Quit match                                           | 11:48 |
| 4                                                                | S.C.U.M. (Cliff Compton & Jimmy Jacobs) battent Kevin Steen & Michael Elgin *                            | Tag Team match                                         | 20:09 |
| 5                                                                | Eddie Edwards bat Taiji Ishimori                                                                         | Match simple                                           | 15:41 |
| 6                                                                | Matt Taven (c) bat Mark Briscoe                                                                          | Match simple pour le ROH World Television Championship | 13:42 |
| 7                                                                | Davey Richards bat Paul London                                                                           | Match simple                                           | 15:39 |
| 8                                                                | Jay Briscoe (c) bat Adam Cole                                                                            | Match simple pour le ROH World Championship            | 19:59 |
| (c) désigne le(s) champion(s) défendant son titre dans le match. | |                                                        |       |

- *Grâce à cette victoire, un membre S.C.U.M. a une occasion de remporter le ROH World Championship. Steve Corino rejoint ensuite S.C.U.M..